# Stamhuset Giesegaard
Stamhuset Giesegaard eller "de grevelige Schackske fideikommisgodser" blev oprettet d. 11. december 1776 af Frederik Christian Ottesen greve Schack. Stamhuset blev ophævet i 1922 med lensafløsningen. Det bestod af hovedgårdene Giesegård, Spanager, Juellund og Ottestrup samt Gram og Nybøl, de fire førstnævnte bestående af ca. 540 tdr. hartkorn . Jordtilliggendet udgør ca. 3.335 tdr. land, Skovarealet ca. 2.664 tdr. Land. 

## Stamhusbesiddere
- (1776-1790) Frederik Christian Ottesen greve Schack
- (1790-1821) Knud Bille Frederiksen greve Schack
- (1821-1847) Henrik Adolph Johansen greve Brockenhuus-Schack
- (1847-1892) Knud Bille Henriksen greve Brockenhuus-Schack
- (1892-1922) Adolph Ludvig Knudsen greve Brockenhuus-Schack (†1924)